# Distrito de Thoubal
Thoubal es un distrito de la India en el estado de Manipur. Código ISO: IN.MA.TH.
Comprende una superficie de 514 km².
El centro administrativo es la ciudad de Thoubal.

## Demografía
Según censo 2011 contaba con una población total de 420 517 habitantes, de los cuales 210 843 eran mujeres y 209 674 varones.

## Localidades
- Angtha